# Aponia
Aponia is een geslacht van vlinders van de familie grasmotten (Crambidae), uit de onderfamilie Pyraustinae.

## Soorten
- A. aponianalis Druce, 1899
- A. insularis Munroe, 1964
- A. itzalis Munroe, 1964
- A. major Munroe, 1964
- A. minnithalis Druce, 1895